# Elatostema grandifolium
Elatostema grandifolium är en nässelväxtart som beskrevs av Franz Reinecke. Elatostema grandifolium ingår i släktet Elatostema och familjen nässelväxter. Inga underarter finns listade i Catalogue of Life.